# لوئی سی.کی.
لوئی سی.کی. (متولد ۱۲ سپتامبر، ۱۹۶۷) (به انگلیسی: .Louis C.K؛ با نام شناسنامه‌ای Louis Székely) کمدین سرپایی برنده جایزه امی و نویسنده، تدوینگر، بازیگر و کارگردان فیلم و تلویزیون می‌باشد. او همچنین بازیگر مجموعه تلویزیونی لوئی از شبکه اف‌ایکس است که تهیه، تدوین، نویسندگی و کارگردانی آن نیز بر عهده او می‌باشد.

## شروع زندگی و حرفه
نام حرفه‌ای سی.کی. برگفته از تلفظ انگلیسی نام خانوادگی مجارستانی او، سیکی می‌باشد. سی.کی. در واشینگتن، دی. سی. متولد شد. او پسر ماری لوئی، مهندس نرم‌افزار و لوئی سلکی، اقتصاددان می‌باشد. پدربزرگ پدری سی.کی. یک یهودی مجارستانی بود که به مکزیک مهاجرت نمود و در آنجا با مادربزرگ پدری او که یک مکزیکی کاتولیک از تبار اسپانیایی و بومی‌های مکزیک بود آشنا شد. پدر سی.کی. در مکزیک متولد شد درحالی که مادر او یک آمریکایی از تبار کاتولیک‌های ایرلندی است که در مزرعه‌ای در میشیگان بزرگ شده بود. پدر و مادر او در دانشگاه هاروارد در یکی از برنامه‌های تابستانی، در حالی که پدر او در حال پایان تحصیل و دریافت مدرک دانشگاهیاش بود، با هم آشنا شدند. در حالی که سی.کی. در واشینگتن به دنیا آمد اما تا سن ۷ سالگی در مکزیکو سیتی زندگی کرد. زبان اول او اسپانیایی است و او هنوز هم شهروند مکزیک محسوب می‌شود.
پس از مهاجرت او به بوستون، سی.کی. تحت تأثیر بیل کازبی، ریچارد پریور، استیو مارتین و جرج کارلین تصمیم گرفت تا نویسنده و کمدین شود. در زمانی که او ده سال داشت، والدینش طلاق گرفتند. او و سه خواهر و برادرش توسط مادرشان در نیوتون، ماساچوست بزرگ شدند. اولین دلیل برای اشتیاق او به ساخت فیلم و برنامه تلویزیونی مادرش بود. «یادم میاید که وقتی کلاس پنجم بودم با خودم فکر می‌کردم که من باید وارد اون جعبه بشم و برنامه بهتر درست کنم … به خاطر مادرم.»
پس از فارغ‌التحصیلی از دبیرستان نیوتون نورث، او به عنوان تعمیرکار خودرو شروع به کار کرد، در حالی که قصد اجرای سرپایی داشت. اولین تلاشش برای اجرا در سال ۱۹۸۴ در یک کمدی کلاب بود. به او پنج دقیقه وقت داده شد، درحالی که او تنها برای دو دقیقه برنامه داشت. این تجربه باعث شد او به مدت دو سال کمدی اجرا نکند. سی.کی. به تدریج پیش رفت تا شروع برنامه‌های جری ساینفلد و مجری‌گری در کمدی کلاب‌ها تا زمانی که او در سال ۱۹۸۹ به منهتن نقل مکان نمود.

## حرفه

### نویسندگی
سی.کی. به عنوان نویسنده در برنامه‌های تلویزیونی همچون برنامه آخر وقت با دیوید لترمن، آخر شب با کونن اوبراین، برنامه دانا کاروی و برنامه کریس راک همکاری نمود. نویسندگی او در برنامه کریس راک برای او سه نامزدی جایزه امی داشت که یک‌بار آن را در سال ۱۹۹۹ با نام جایزه «بهترین نویسنده برنامه‌های منتوع و کمدی» بدست آورد. او همچنین یک‌بار برای نویسندگی برای تاک‌شو آخر شب با کونن اوبراین نامزد جایزه امی شد. او کارگردانی و نویسندگی فیلمی با طرحی از کریس راک با عنوان پوتی تنگ را نیز بر عهده داشت، که هر چند با داشتن نقدهای منفی از منتقدان، محبوب بود و به فرهنگ عامه وارد شد. او همچنین کارگردانی و نویسندگی فیلمی سیاه سفید با نام فردا شب (۱۹۹۸) (که برای اولین بار در جشنواره فیلم ساندنس به نمایش درآمد) و چندین فیلم کوتاه از جمله شش فیلم کوتاه با طرح برنامه کمدی آسمان آبی (۱۹۹۵) که از شبکه کابلی شوتایم به نمایش درآمد، بر عهده داشت. او هچنین در سال ۲۰۰۸ برای برنامه ویژه‌اش، جویده شده و دوباره در سال ۲۰۱۱ برای سریال لوئی قسمت پوکر/طلاق نامزد جایزه امی شد. او به عنوان دستیار نویسنده در دو فیلم از کریس راک، با نام‌های کریس راک، به سمت زمین محصول سال ۲۰۰۱ و فکر کنم همسرم را دوست دارم محصول سال ۲۰۰۷ همکاری نمود.

### استندآپ
اولین اجرای سی.کی. در سال ۱۹۸۴ در اوپن-میک بوستون در زمان اوج اجرای کمدی بود. او از آن اجرا چنان دلسرد شد که تا دو سال روی صحنه نرفت. هم‌زمان با رشد کمدی در بوستون او به‌تدریج فعالیت موفقیت‌آمیز خود را در کنار کمدین‌هایی چون دنیس لری و لنی کلارک آغاز نمود.
در ۱۹۸۹ او به نیویورک رفت، که اکنون به قلب کمدی جهان تبدیل شده بود. او اجرای خود را در بسیاری از برنامه‌های تلویزیونی انجام داد از جمله در برنامه‌های عصر در ایمپرو و استار سرچ. در ۱۹۹۶ اچ‌بی‌او اولین کمدی مخصوص او در نیم ساعت را منتشر کرد.

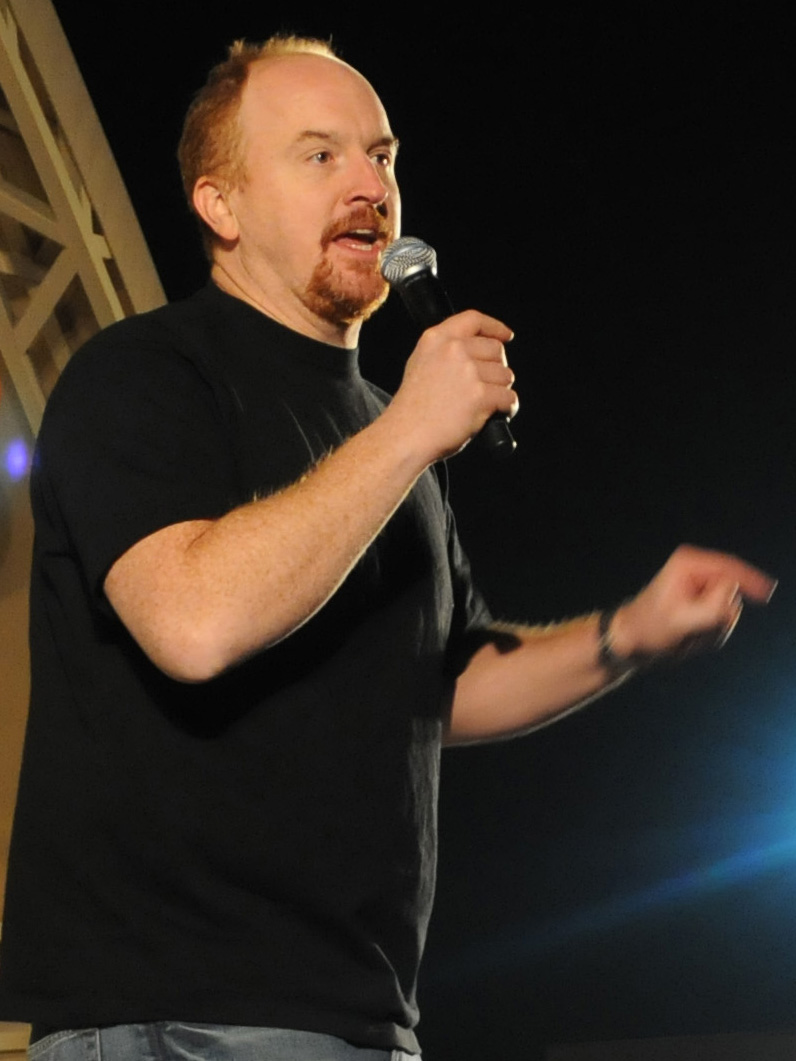
اجرای لوئی سی.کی. در کویت، دسامبر ۲۰۰۸

سی.کی. بیشتر استندآپ‌های خود را در برنامه‌های آخر شب با کونن اوبراین، برنامه آخر وقت با دیوید لترمن، امشب لوپز، برنامه امشب با جیم لنو و برنامه زنده جیمی کیمل اجرا نمود. در اوت ۲۰۰۵ برنامه نیم ساعته ویژه خود در اچ‌بی‌او که بخشی از برنامه وان نایت استند بود آغاز کرد.
با الهام از شیوه اجرای جرج کارلین، کمدینی که تمام کمدی‌ها و طنزهای خود را هر ساله به دور می‌انداخت و از نو شروع می‌کرد، سی.کی. اولین برنامه ویژه یک ساعته خود با نام بی‌شرم را در سال ۲۰۰۷ اجرا کرد که از اچ‌بی‌او پخش شد و بعد به صورت دی‌وی‌دی به بازار آمد. در مارس ۲۰۰۸، او دومین اجرای یک ساعته خود با نام جویده شده را اجرا نمود که در ۴ اکتبر ۲۰۰۸ از شبکه شوتایم پخش شد و برای جایزه امی در بخش بهترین نویسنده برنامه کمدی و متنوع نامزد شد.
در آوریل ۲۰۰۹، لوئی فیلم کنسرتی خود با نام خنده‌دار را ضبط کرد که بر خلاف کارهای پیشین که برای برنامه تلویزیونی تهیه شده بودند، این اجرا به صورت مستقل تهیه و با کارگردانی خود او پخش شد و سپس به شبکه‌های اپیکس و کمدی سنترال فروخته شد. به همین دلیل این اجرا تا اواخر ۲۰۱۰ پخش نشد و انتشار آن بر روی سی‌دی و دی‌وی‌دی تا ۲۰۱۱ طول کشید. این اجرا اولین استندآپ کمدی بود که وارد مراسم ساندنس شد.
در مصاحبه‌ای در سال ۲۰۱۰، سی.کی. داستان بازگشت خود برای اجرای استندآپ پس از یک سال و نیم جدایی از همسرش را شرح داد. در سریال لوئی خوش‌شانس که از اچ‌بی‌او پخش شد او نقش فردی ناراحت را دارد. نکته‌ای که او را آماده برای اجرای استندآپ نمود تمرین در باشگاه بوکس به همراه مبارز مشهور لوول، ماساچوست، میکی وارد بود. او سعی می‌کرد یاد بگیرد چگونه کارهای خسته‌کننده انجام دهد. «تمرین ثابت باعث می‌شود که شما ظرفیت پذیرش ضربات را داشته باشید.»
در ۱۰ دسامبر ۲۰۱۱، سی.کی. چهارمین اجرای ویژه خود با نام زنده از تئاتر بیکن را منتشر نمود. همچون اجرای پیشین این اجرا نیز مستقل تهیه و کارگردانی شده بود، اما بر خلاف کارهای پیشین این کار در وبگاه او منتشر شد و او از انتشار فیزیکی و شبکه‌ای آن صرف‌نظر کرد و آن را بر اساس قانون مدیریت حقوق دیجیتال- آزاد به قیمت ۵ دلار آمریکا منتشر نمود، به این امید که ارتباط مستقیم هنرمند و مشتری از دزدی و کپی کار جلوگیری کند. در پایان فیلم به این نکته اشاره شد که آلبوم منتشر شده جدید او که در تالار کارنگی در سال قبل ضبط شده بود، تا تاریخ ۲۱ دسامبر ۲۰۱۱، در حدود ۱٫۰۰۰٫۰۰۰ دلار در وبگاه او به فروش رفته بود. این موفقیت در انتشار دیگر کمدین‌ها همچون جیم گافیگان و عزیز انصاری را برانگیخت که کارهای خود را به همین شیوه منتشر کنند. در ۱۱ می ۲۰۱۲، او اجرای صوتی خود را از جمله اجرای کلمه-زنده از تالار کارنگی (و همچنین اجرای صوتی اولین استندآپ ویژه او در اچ‌بی‌او، بی‌شرم) را به همراه نسخه صوتی اجرای زنده در تئاتر بیکن را در وبگاهش به قیمت ۵ دلار منتشر نمود.

### بازیگری
در ژوئن سال ۲۰۰۶ ساخت سیت‌کامی با نام لوئی خوش‌شانس را آغاز نمود که در استودیوی با حضور مخاطبان به صورت زنده فیلمبرداری شده بود که از شبکه اچ‌بی‌او پخش شد. این اولین سریال اچ‌بی‌او در این فرمت بود. این برنامه دارای شرح و تصویری واقع‌بین و صریح از یک خانواده بود. اچ‌بی‌او سریال را پس از پخش یک فصل کنسل نمود. او همچنین در نقش‌های کوتاهی از جمله نقش نگهبان امنیتی در فیلم درنقش‌ها و عشق احتمالی کاراکتر امی پولر در سریال پارک‌ها و تفریح ظاهر شد.
در اوت ۲۰۰۹، شبکه اف‌ایکس شروع به پخش سریال لوئی نمود که سی.کی. پنج فسمت از فصل اول آن را نوشته، کارگردانی و تدوین کرده بود. این برنامه مخلوطی از استندآپ‌های همیشگی او و بخشی از تجارت شخصی او خارج از محیط کاری می‌باشد. این برنامه اولین بار در ۲۹ ژوئن ۲۰۱۰ پخش شد که هر فصل آن شامل ۱۳ قسمت است که فصل چهارم آن نیز پخش می‌شود. او در نقش فردی مطلقه و پدری میانسال ظاهر شده‌است. سی.کی. دو بار نامزد جایزه امی بهترین بازیگر سریال کمدی (۲۰۱۱ و ۲۰۱۲) برای بازی در این برنامه شد. او همچنین در فیلم‌های به خانه خوش‌آمدی روسکو جنکینز، کاهش ظرفیت، اختراع دروغ و یاسمن آبی بازی کرده‌است.

### دیگر کارها
سی.کی. به عنوان صدا پیشه در مجموعه‌های انیمیشن فیلم‌های خانگی و دکتر کاتز، درمانگر حرفه‌ای حاضر شده‌است.
او به صورت مکرر به عنوان مهمان در برنامه رادیویی اوپیو انتونی حضور داشته‌است. در یک مصاحبه رادیویی در این برنامه سی.کی. از میهمان برنامه وزیر دفاع آمریکا دونالد رامسفلد سؤال معروفی پرسید که چرا او در حقیقت یک موجود بیگانه فضایی است که «فقرا را می‌خورد.» رامسفلد پاسخی برای گفتن نداشت.
سی.کی. همچنین میهمان گاه به گاه برنامه رادیویی باب و تام است که در بین کمدین‌ها برنامه محبوبی می‌باشد. او همچنین با همکاری با رابرت اسمیگل در ساخت انیمیشن‌های کوتاه منحصراً برای برنامه ساتردی نایت لایو که دارای مفاهیم گسترده از سیاست تا سورئالیسم است، همکاری می‌کند. سی.کی. همچنین در ۳ نوامبر ۲۰۱۲ مجری برنامه ساتردی نایت لایو بود.

## زندگی خصوصی
سی.کی. در سال ۱۹۹۵ با آلیکس بیلی ازدواج کرد و در سال ۲۰۰۸ طلاق گرفت. او از این ازدواج دو دختر دارد که با همسر سابقش حضانت مشترک آن‌ها را بر عهده دارد.

## فیلم‌شناسی
| سال         | عنوان                        | نقش                 | یادداشت |
| ----------- | ---------------------------- | ------------------- | --- |
| ۱۹۹۳–۱۹۹۴   | آخر شب با کونن اوبراین       | دستیار کونن / مختلف | همچنین نویسنده |
| ۱۹۹۶        | برنامه دانا کاروی            | مختلف               | ۳ قسمت / همچنین سرپرست نویسندگان |
| ۱۹۹۶        | کمدی نیم‌ساعته اچ‌بی‌او         | خودش                | استندآپ ویژه |
| ۱۹۹۶–۱۹۹۷   | دکتر کاتز، درمانگر حرفه‌ای    | لوئی                | ۴ قسمت |
| ۱۹۹۷        | برنامه کریس راک              | مختلف               | همچنین نویسنده جایزه امی بهترین نویسنده برنامه‌های متنوع، موسیقی و کمدی |
| ۲۰۰۱        | کمدی سنترال پرزنت            | خودش                | استندآپ ویژه |
| ۲۰۰۲        | فیلم خانگی                   | اندرو اسمال         | ۵ قسمت |
| ۲۰۰۵        | وان نایت استند               | خودش                | استندآپ ویژه |
| ۲۰۰۶–۲۰۰۷   | لوئی خوش‌شانس                 | لوئی                | سازنده / نویسنده / تهیه‌کننده اجرایی |
| ۲۰۰۷        | بی‌شرم                        | خودش                | استندآپ ویژه |
| ۲۰۰۸        | کاهش ظرفیت                   | استن                | |
| ۲۰۰۸        | به خانه خوش‌آمدی روسکو جنکینز | مارتی               | |
| ۲۰۰۸        | درنقش‌ها                      | نگهبان امنیتی       | |
| ۲۰۰۸        | جویده شده                    | خودش                | استندآپ ویژه / کارگردانی / تدوین نامزد - جایزه امی بهترین نویسنده برنامه‌های متنوع، موسیقی و کمدی |
| ۲۰۰۹        | اختراع دروغ                  | گرگ                 | |
| ۲۰۰۹-تاکنون | پارک‌ها و تفریح               | دیو ساندرسون        | ۶ قسمت |
| ۲۰۱۰-تاکنون | لوئی                         | لوئی                | سازنده / تهیه‌کننده / نویسنده / کارگردان / تدوین جایزه بفا برای ۱۰ برنامه برتر تلویزیونی سال (۲۰۱۱) جایزه انتخابی منتقدان تلویزیون برای بهترین بازیگر مجموعه کمدی جایزه امی بهترین نویسنده برنامه‌های کمدی (۲۰۱۲) جایزه ماهواره‌ای برای بهترین بازیگر مجموعه تلویزیونی: موزیکال یا کمدی (۲۰۱۱) جایزه انجمن منتقدان تلویزیون برای دست‌آورد منحصربه‌فرد در کمدی (۲۰۱۲) جایزه انجمن منتقدان تلویزیون برای دست‌آورد برجسته در کمدی (۲۰۱۲) نامزد – جایزه انتخابی منتقدان تلویزیون برای بهترین بازیگر مجموعه کمدی (۲۰۱۱) نامزد – جایزه انتخابی منتقدان تلویزیون برای بهترین مجموعه کمدی (۲۰۱۱) نامزد - جایزه امی بهترین بازیگر نقش اول مرد مجموعه‌های کمدی (۲۰۱۱–۲۰۱۲) نامزد - جایزه امی برای بهترین کارگردان مجموعه‌های کمدی (۲۰۱۲) نامزد – جایزه ماهواره‌ای برای بهترین مجموعه تلویزیونی - موزیکال یا کمدی (۲۰۱۱) نامزد – جایزه انجمن منتقدان تلویزیون برای دست‌آورد منحصربه‌فرد در کمدی (۲۰۱۱) نامزد – جایزه انجمن منتقدان تلویزیون برای دست‌آورد برجسته در کمدی (۲۰۱۱) نامزد – جایزه انجمن صنفی نویسندگان آمریکا برای بهترین فیلم‌نامه مجموعه کمدی (۲۰۱۲) در انتظار – جایزه امی برای بهترین مجموعه تلویزیونی کمدی (۲۰۱۳) در انتظار – جایزه امی بهترین بازیگر نقش اول مرد مجموعه‌های کمدی (۲۰۱۳) در انتظار – جایزه امی برای بهترین کارگردان مجموعه‌های کمدی (۲۰۱۳) در انتظار – جایزه امی بهترین نویسنده برنامه‌های کمدی (۲۰۱۳) |
| ۲۰۱۱        | خنده‌دار                      | خودش                | استندآپ ویژه / نویسنده / کارگردان / تدوین جایزه گرمی برای بهترین آلبوم کمدی نامزد – جایزه امی بهترین تدوین برنامه‌های ویژه (تک یا چند دوربینه) نامزد – جایزه امی برای بهترین نویسنده برنامه‌های متنوع، موسیقی و کمدی |
| ۲۰۱۱        | زنده در تئاتر بیکن           | خودش                | جایزه امی برنامه‌های سر شب برای بهترین نویسنده برنامه ویژه متنوع، موسیقی و کمدی نامزد بهترین کارگردانی برنامه ویژه متنوع، موسیقی و کمدی |
| ۲۰۱۲        | ساتردی نایت لایو             | مجری                | ۱ قسمت در انتظار – جایزه امی بهترین بازیگر مهمان مجموعه‌های کمدی (۲۰۱۳) |
| ۲۰۱۳        | اوه خدای من                  | خودش                | استندآپ ویژه / نویسنده / کارگردان / تدوین در انتظار – جایزه امی بهترین مجموعه موسیقی، کمدی یا سرگرمی (۲۰۱۳) |
| ۲۰۱۳        | یاسمن آبی                    | ال                  | |
| ۲۰۱۳        | اخاذی آمریکایی               | استودارد تورسن      | |
| ۲۰۱۵        | ترامبو                       | آرلن هرد            | |
| ۲۰۱۷        | من تو را دوست دارم، بابا     |                     | |

### کارهای بدون اجرا
| سال  | عنوان                      | یادداشت              |
| ---- | -------------------------- | -------------------- |
| ۱۹۹۸ | فردا شب                    | نمایشنامه / کارگردان |
| ۲۰۰۱ | پایین تا زمین              | نمایشنامه            |
| ۲۰۰۱ | پوتی تانگ                  | نمایشنامه / کارگردان |
| ۲۰۰۷ | فکر کنم همسرم را دوست دارم | نمایشنامه            |